# 地龜科
地龜科（學名：Geoemydidae，原名：Bataguridae）是龜鱉目下的一個大科，可分為地龜亞科（Geoemydinae）和鼻龜亞科（Rhinoclemmydinae）兩個亞科，下含草龜等70多種龜。它們多分佈於亞洲、歐洲和北非，只有鼻龟属生物見於中南美洲。

## 分類
該科具體分類如下：
- 地龜科
  - †Banhxeochelys
  - †Duboisemys
  - †客乡龟属 Forachelys
  - 地龜亞科（Geoemydinae）
    - 潮龟属
    - 閉殼龜屬
    - 攝龜屬
    - 池龜屬
    - 地龟属
    - 草龜屬
    - 東方龜屬
    - 白頭龜屬
    - 食螺龜屬
    - 石龜屬
    - 黑龜屬
    - 沼龜屬
    - 果龜屬
    - 巨龜屬
    - 小棱背龜屬
    - 眼斑龜屬
    - 粗頸龜屬
    - 蔗林龜屬

  - 鼻龜亞科（Rhinoclemmydinae）
    - 木紋龜屬

## 外部連接
- Phillip Q. Spinks; H. Bradley Shaffer; John B. Iverson; William P. McCord.  (PDF).   [2020-03-23]. 原始内容存档于2006-09-05.
- Geoemydidae（页面存档备份，存于） (all species) at The Reptile Database（页面存档备份，存于）